# سینمای ایران در جشنواره بین‌المللی فیلم برلین
ایران از مهم‌ترین کشورهای آسیایی است که از سال ۱۳۵۳ (۱۹۷۴ میلادی)، همواره در یکی از بخش‌های جشنواره فیلم برلین حضور داشته است. بر پایه برخی منابع، سینمای ایران پیش از سال ۱۹۷۴، دو بار در سال‌های ۱۹۵۸ و ۱۹۶۳ با فیلم‌های شب‌نشینی در جهنم (ساموئل خاچیکیان و موشق سروری) و شقایق سوزان (هوشنگ شفتی) در این جشنواره حضور داشته است.

## فیلم‌سازان
جعفر پناهی با هشت فیلم که البته نمایش شماری از فیلم‌های او در چارچوب برنامه بزرگداشت وی در برلیناله ۲۰۱۱ صورت گرفت، بیش‌ترین حضورها را در برلین داشته است. سهراب شهید ثالث (۶ فیلم)، داریوش مهرجویی و محمدعلی طالبی (هر یک ۴ فیلم) و هژیر داریوش (با ۳ فیلم) از فیلمسازان پرحضور در برلیناله محسوب می‌شوند.

## جایزه‌ها و موفقیت‌ها
- جایزه خرس نقره‌ای (۱۹۷۴)، فیلم طبیعت بی‌جان (سهراب شهید ثالث) - بهترین کارگردانی
- جایزه خرس نقره‌ای (۱۹۷۶)، فیلم باغ سنگی (فیلم) (پرویز کیمیاوی) - بهترین کارگردانی
- جایزه یونیسف (۱۹۸۹)، فیلم ماهی (کامبوزیا پرتوی)
- تقدیر مخصوص (۱۹۹۱)، فیلم دندان مار (مسعود کیمیایی)
- جایزه خرس نقره‌ای (۲۰۰۶)، فیلم آفساید (جعفر پناهی) - بهترین کارگردانی
- جایزه خرس نقره‌ای (۲۰۰۸)، رضا ناجی در فیلم آواز گنجشک‌ها (مجید مجیدی) - بهترین بازیگر مرد
- جایزهٔ خرس بلورین (۲۰۰۸) در بخش کودکان و نوجوانان برای حنا مخملباف با فیلم "بودا از شرم فروریخت".
- جایزه خرس نقره‌ای (۲۰۰۹)، فیلم درباره الی (اصغر فرهادی) - بهترین کارگردانی
- جایزه خرس طلایی (۲۰۱۰)، فیلم جدایی نادر از سیمین (اصغر فرهادی) - بهترین فیلم[۱][۳]
- خرس نقره‌ای ۲۰۱۱ بهترین بازیگر مرد به مجموعه بازیگران مرد فیلم جدایی نادر از سیمین
- خرس نقره‌ای ۲۰۱۱ بهترین بازیگر زن به مجموعه بازیگران زن فیلم جدایی نادر از سیمین
- خرس نقره‌ای برای بهترین فیلم‌نامه برای فیلم "پرده"، ساخته مشترک جعفر پناهی و کامبوزیا پرتوی
- جایزه خرس طلایی (۲۰۱۵)، فیلم تاکسی (جعفر پناهی) - بهترین فیلم
- جایزه خرس طلایی بهترین فیلم (۲۰۲۰) برای شیطان وجود ندارد ساخته (محمد رسول اف)[۴][۵]